# Talangagung
Talangagung is een bestuurslaag in het regentschap Malang van de provincie Oost-Java, Indonesië. Talangagung telt 7187 inwoners (volkstelling 2010).